# المركز القومي للدراسات القضائية (مصر)
المركز القومي للدراسات القضائية أنشئ المركز القومي للدراسات القضائية عام 1981م، وهو مركز قضائي حكومي تابع لوزارة العدل المصرية، ويرأس مجلس إدارته وزير العدل.
يعتبر المركز صرحا قضائيا للعدالة في مصر وعلى المستوى القاري والدولي أيضا، حيث أنه معنى في المقام الأول بتدريب  قضاة المحاكم بمختلف درجاتها، وأيضا  أعضاء النيابة العامة وكذلك جميع أعضاء الهيئات المعاونة للقضاء كالنيابة الإدارية وهيئة قضايا الدولة. أيضا يقوم المركز بإعداد دورات تدريبية منتظمة لأعضاء القضاء العسكري من  القضاة و أعضاء النيابة العسكرية.
للمركز القومى للدراسات القضائية دورا بارز على المستوى القاري، حيث يقوم بتنظيم بدورات متخصصة لأعضاء الهيئات القضائية بمختلف الدول الأفريقية والعربية وأخرى من دول شرق أوروبا وأسيا.
كما يقوم المركز القومي للدراسات القضائية بدور هام في مجال العدالة الدولية، حيث يتم تنظيم العديد من ورش العمل والمؤتمرات والدورات المتخصصة وتبادل الزيارات الرسمية مع مختلف بلدان الدول الأوروبية وأيضا الولايات المتحدة الأمريكية والصين.